# Windegg
Le Windegg, ou Fotscher Windegg, est une montagne qui s’élève à 2 577 m d’altitude dans les Alpes de Stubai, en Autriche.